# Tranovaho
Tranovaho is een plaats en commune in het zuiden van Madagaskar, behorend tot het district Beloha, dat gelegen is in de regio Androy. Tijdens een volkstelling in 2001 telde de plaats 13.280 inwoners.
De plaats biedt enkel lager onderwijs aan. 60% van de bevolking werkt als landbouwer, 20% houdt zich bezig met veeteelt en 15% verdient zijn brood als visser. Het meest belangrijke landbouwproduct is maniok; overige belangrijke producten zijn mais en cowpeas. Verder is 5% actief in de dienstensector.